# Comitatul Pesta
Pesta (în maghiară: Pest sau Pest vármegye; în latină: Comitatus Pesthiensis) este un vechi comitat din Regatul Ungariei, creat în secolul al XV-lea din pățri ale vechiului comitat Visegrád.